# Raymond Poincaré
Raymond Poincaré, cujo nome completo é Raymond Nicolas Landry Poincaré, nasceu no dia 20 de agosto de 1860 em Bar-le-Duc (Meuse) e morreu em 15 de outubro de 1934 em Paris. Foi um advogado e estadista francês . Ocupou a Presidência da República Francesa de fevereiro de 1913 até 18 de fevereiro de 1920.
Ministro por diversas vezes, Presidente do Conselho de Ministros e depois Presidente da República de 1913 a 1920, Raymond Poincaré foi uma das maiores figuras políticas da III República . Foi também, como Presidente da República, uma das figuras centrais da Primeira Guerra Mundial, quando convidou Georges Clemenceau para a presidência do Conselho, em 1917. Após seu mandato presidencial, ele foi novamente Presidente do Conselho de Ministros de 1922 a 1924 e de 1926 a 1929.

## Biografia
Raymond Nicolas Landry Poincaré nasceu em uma família rica em Bar-le-Duc, dia 20 de agosto de 1860 . É filho de Nicolas Anthony Poincaré (1825-1911), politécnico (1845), engenheiro e Inspetor Geral de Pontes e Estradas. Sua mãe, Nanine Marie Ficatier (1838-1913), parente do general barão Florentin Ficatier, era profundamente religiosa. Raymond Poincaré passou a infância na casa dos avôs Ficatier, em Bar-le-Duc; eles tinham feito fortuna com o comércio de madeira em Neuilly-sur-Seine.
Além disso, por parte de mãe, é bisneto de Jean Landry Gillon, deputado durante o reinado de Louis-Philippe.
Ele também é sobrinho de Émile Poincaré, reitor da faculdade de medicina de Nancy, irmão mais velho de Lucien Poincaré, físico e vice-reitor da Academia de Paris, e primo do cientista e matemático Henri Poincaré, sendo este, o bisavô do jornalista Nicolas Poincaré.
Como muitos franceses de sua geração, ficou marcado pela derrota na Guerra Franco-Prussiana de 1870. A casa de seus pais chegou a ser requisitada pelos ocupantes prussianos. Após esse episódio, em 1871, deu a seu cachorro o nome de Bismarck, em referência ao chanceler imperial da Alemanha. Depois de estudar em Nancy, ele completou seus estudos no Lycée Louis-le-Grand em Paris, antes de continuar estudando direito na Faculdade de Direito de Paris. Formou-se em direito e letras, tornou-se advogado.

## Carreira política

### Início
Sua formação política começa com Jules Develle, de quem foi chefe de gabinete do Ministério da Agricultura por dezoito meses em 1886. Em seguida, elegeu-se conselheiro geral do cantão de Pierrefitte em Meuse. Poincaré construiu uma reputação de republicano moderado e conciliador desde seu primeiro mandato como deputado do Meuse em 1887. Isso não o impediu de progredir rapidamente em sua carreira política.
Em 1895, ele abriu seu escritório de advocacia, que rapidamente alcançou grande sucesso e detinha uma clientela de prestígio, incluindo o sindicato da imprensa parisiense, o escritor Júlio Verne e algumas das maiores empresas industriais e financeiras de seu tempo.

### Parlamentar
Ver Gabinete Poincaré I
Entrou na política nacional em 1887, como deputado no departamento de Meuse.. Em 1892, foi relator da Comissão de Finanças, à época do escândalo do Panamá, e foi reeleito deputado no ano seguinte.
Aos 36 anos, já havia sido ministro três vezes: da Instrução Pública (1893), sob Dupuy, depois Ministro das Finanças no segundo gabinete Dupuy, após a vitória eleitoral dos moderados (1894-1895), e novamente encarregado da Instrução Pública, no gabinete Ribot, em 1895. Ele foi um defensor do secularismo, mas ficou longe de ser parte do anticlericalismo radical. Ele defendia uma "educação neutra“, cuja vocação seria produzir verdadeiros patriotas . Poincaré tornou-se, então, um dos proeminentes líderes dos moderados, que ostentava o rótulo "progressista", que substituiu o antigo nome de "oportunista", usado por Gambetta e Jules Ferry. Com o tempo, esses "republicanos progressistas" deixaram o campo da centro-esquerda em direção à centro-direita.
Durante o caso Dreyfus, ele adotou uma atitude cautelosa. Inicialmente, foi um dos que desejavam abafar o escândalo por considerarem contrário à razão de Estado. Ele finalmente uniu-se aos defensores de Dreyfus, mais por legalismo do que por convicção.
Embora fosse republicano e laico e tivesse inclinações à esquerda durante a Belle Époque, Poincaré era cauteloso e manteve-se moderado. Em junho de 1899, o Presidente da República Émile Loubet o indicou como Presidente do Conselho, mas ele não foi capaz de agregar as diferentes correntes republicanas para formar um governo .Então, Poincaré aconselhou Loubet a convidar, em seu lugar, Waldeck-Rousseau , que forma um gabinete de Defesa Republicana.
Mais tarde, Poincaré decidiu concorrer ao Senado e foi eleito senador por Meuse em 1903. Na Câmara Alta, ainda que todos reconheçam a sua vasta cultura clássica, notabilizou-se pela qualidade dos seus discursos. Foi nomeado Presidente do Conselho de Ministros em 1912, fortalecendo a Aliança Franco-Russa. Ele deixou o cargo, assim como o Senado, em 1913, quando foi eleito para a Presidência, depois retornaria a suas funções legislativas de1920 até 1929, quando renunciou por causa de seu estado de saúde.
Em 1906, Clemenceau, apesar de considerar Poincaré um pouco brando demais - é ele quem teria inventado a expressão "poincarismo" em seu semanário Le Bloc de 1902, convidou-lhe para entrar em seu governo. Poincaré, talvez por animosidade, recusou.
Muito mais por sua proximidade com o mundo literário do que por sua notoriedade literária (até então havia publicado apenas três modestos estudos), foi eleito para a Academia Francesa em 1909. Ele também foi professor.

### Eleição presidencial de 1913
Enquanto o mandato presidencial de Armand Fallières aproximava-se do fim, Poincaré apresentava-se como candidato às eleições presidenciais de 1913. Ele concorreu contra o presidente da Câmara, Paul Deschanel, e o presidente do Senado, Antonin Dubost. Com Clemenceau, os radicais apoiaram Jules Pams, então o ministro da Agricultura, cuja personalidade era considerada apagada e cuja candidatura visava basicamente enfraquecer Poincaré.
Seguindo a tradição republicana, realizava-se uma seleção preparatória para escolher o candidato do "campo republicano". De um lado estavam os "moderados" (republicanos de direita), do outro os socialistas, que, porém, se recusam a participar. No terceiro turno, Pams venceu com 323 votos contra 309 de Poincaré, classificado à esquerda na época (pois apoiou Dreyfus, era laico, casou-se civilmente, e só depois religiosamente em 1912).  A disciplina republicana recomendava que ele se retirasse da disputa, pois foi derrotado nas primárias.
No entanto, Poincaré recusa-se, sabendo que durante a votação oficial, ele seria apoiado pela direita republicana. Ele, portanto, apresentou-se em Versalhes, e foi eleito em 17 de janeiro de 1913 no segundo turno, com 482 votos contra 296 de Pams e 69 do socialista Édouard Vaillant. Clemenceau guardaria um rancor definitivo contra Poincaré, por não respeitar a tradição republicana.

### Presidente da República (1913-1920)

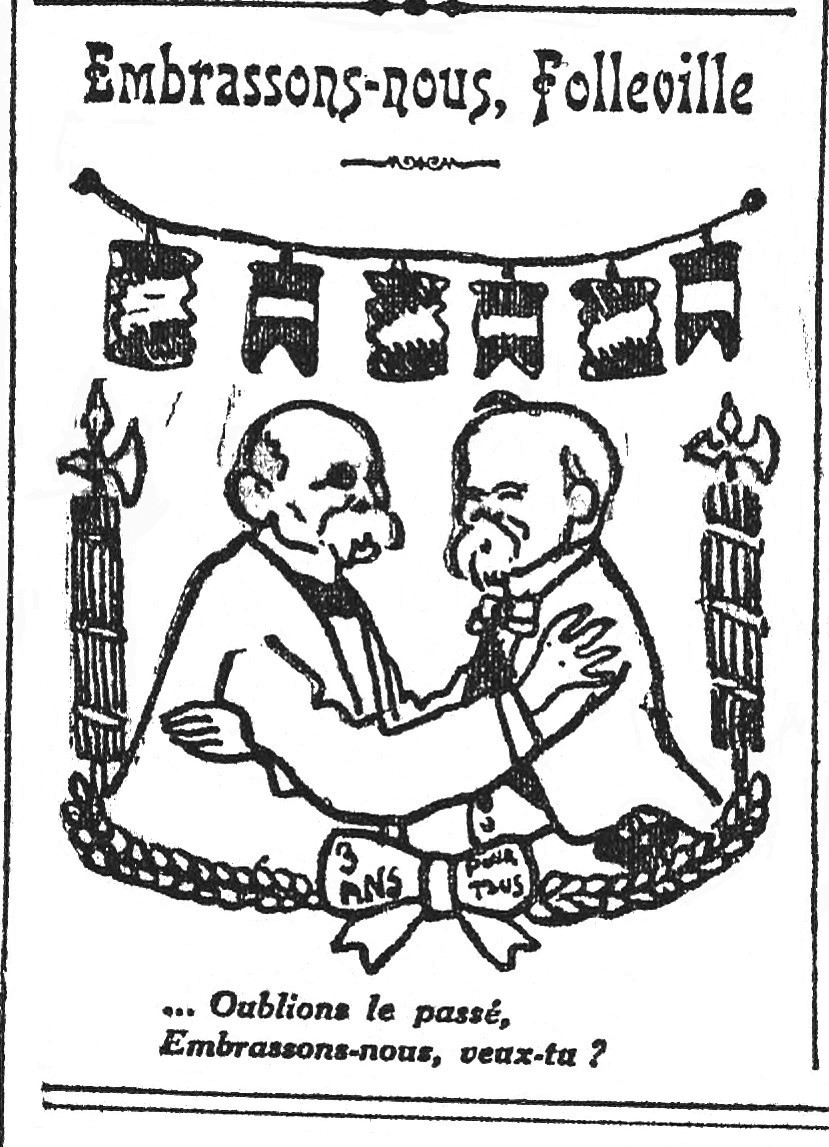
Trecho de uma charge em L'Humanité publicada em 27 de maio de 1913, mostrando Clemenceau e Poincaré reconciliados em apoio conjunto à Lei dos Três Anos.

Seu mandato como Chefe de Estado ficou marcado pela Primeira Guerra Mundial, durante a qual foi o arquiteto da Sagrada União Política e Social, ao lado de René Viviani, Aristide Briand e, depois, Georges Clemenceau.

#### Eclosão da Grande Guerra
Junto com Briand e Clemenceau, e contra Jaurès e o SFIO, Raymond Poincaré apoiou a Lei dos Três Anos, que estendia o serviço militar para três anos. Em troca, concedeu aos parlamentares pacifistas um imposto de renda progressivo, cujo debate havia sido aberto no Senado em 3 de julho de 1914, poucos dias após o atentado de Sarajevo. É, no entanto, uma medida desgostada no seu próprio partido. Então, ele foi apelidado de "Poincaré, a Guerra", em particular por Édouard Herriot.
Raymond Poincaré teria declarado que queria preservar a paz, ordenando uma remoção de tropas de um perímetro de 10 quilômetros  na fronteira franco-alemã em julho de 1914. No entanto, este pedido é descrito como algo com efeitos  "puramente diplomáticos"  e "para a opinião pública inglesa"; ele foi oficialmente suspendido em 2 de agosto de 1914, 24 horas antes da declaração de guerra alemã.
A historiografia recente aponta que Poincaré possui uma parte da responsabilidade pela morte do "concerto europeu" do século XIX, além de destacar a responsabilidade da França na eclosão da Primeira Guerra, considerando que a aliança franco-russa foi um "fator determinante" no processo que leva ao conflito.

#### Durante a guerra

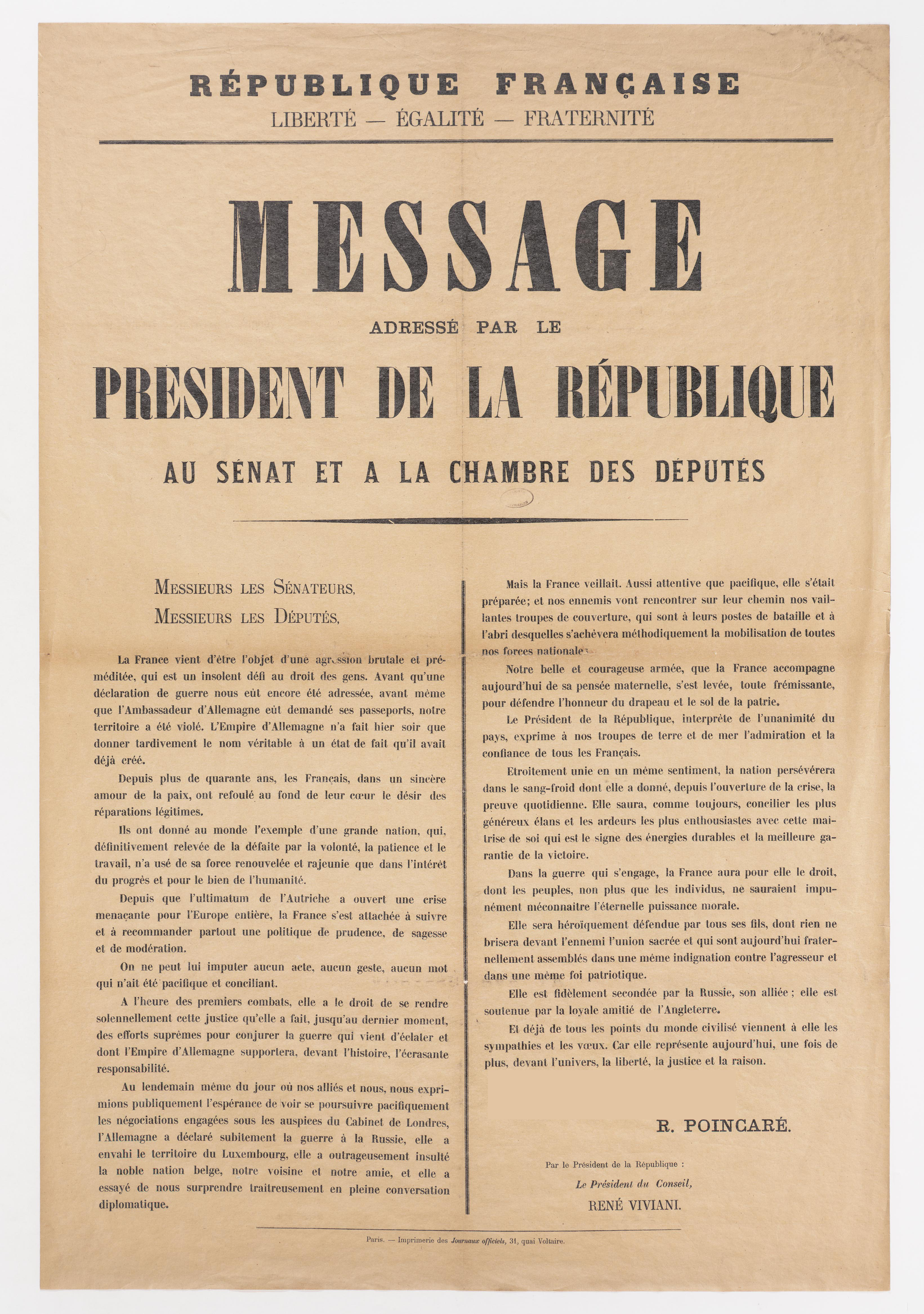
Declaração do Governo à Câmara dos Deputados e ao Senado, lida por René Viviani, Presidente do Conselho. Paris, 4 de agosto de 1914. Arquivos Nacionais da França.

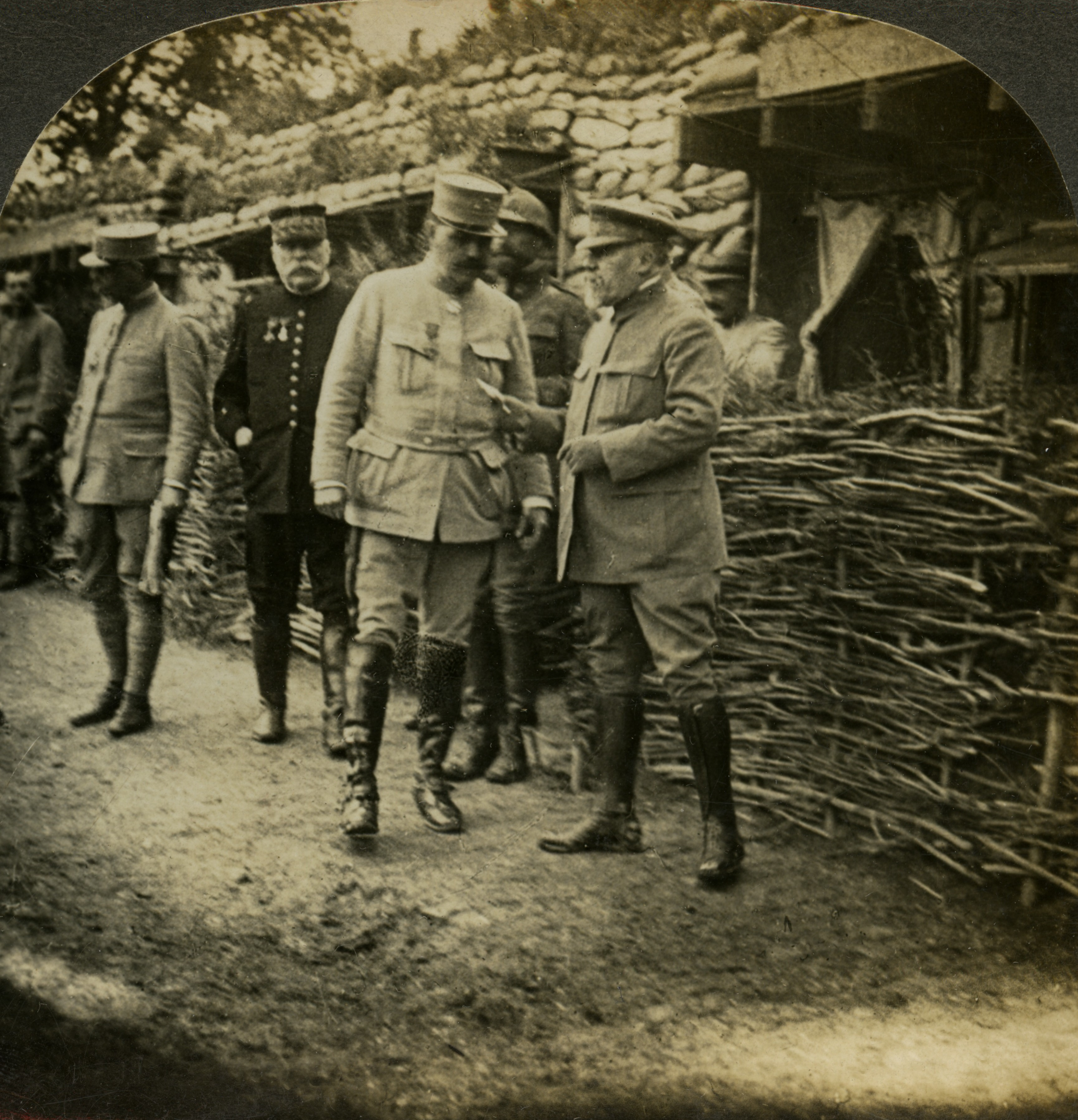
Raymond Poincaré e Joseph Joffre no front de Somme, 1916.

Em 4 de agosto, René Viviani comunicou sua mensagem à Câmara: a França "será heroicamente defendida por todos os seus filhos, dos quais nenhum sucumbirá ante o inimigo, a Sagrada União, e que hoje se reúnem fraternalmente na mesma indignação contra o agressor, e na mesma fé patriótica". Ele participou da cerimônia de transferência das cinzas de Rouget de Lisle para o Invalides em 1915 , durante o qual fez um famoso discurso onde explicou sua visão sobre a eclosão da Primeira Guerra Mundial.No final de 1917, nomeou o socialista radical Clemenceau, de quem pouco gostava, mas cuja firmeza de caráter admirava, como presidente do Conselho. Seu papel, então, torna-se mais discreto, e ele até reclama, em seus escritos, de ser deixado de lado nas decisões do Conselho. No entanto, mantém alguma influência: segundo o historiador Michel Winock, uma certa forma de convívio se estabelece entre os dois homens.
Nas últimas semanas da guerra, ele era favorável, junto com Pétain, a perseguir os alemães até suas casas, enquanto Clemenceau queria obter um armistício o mais rápido possível. Poincaré não participa das negociações do Tratado de Versalhes onde a França foi representada por Clemenceau, que teve sua participação criticada pelo Presidente.

#### Depois da guerra
Sua presidência é bem conhecida por meio de suas memórias em dez volumes Au service de la France, publicados entre 1926 e 1934. Ele argumenta que era um chefe de estado desiludido com as limitações de seu cargo. Ao contrário dos seus antecessores, procurou ir além do papel de representação e exemplo moral que, então, cabia ao Presidente da República, emitindo a sua opinião pessoal e agindo por intermediários. Devia, no entanto, permanecer dentro do âmbito restrito ao qual a interpretação dominante da Constituição permitia.

### Depois da presidência (1920-1934)

#### Retorno ao Senado e Presidente do Conselho
Ver Gabinete Poincaré II e Gabinete Poincaré III
Em 1920, concorreu para senador de Meuse, a pedido de André Maginot, com o objetivo de impedir a tomada do assento pelos conservadores. Tendo Aristide Briand renunciado à presidência do Conselho, após as críticas sofridas por suas posições sobre política externa na Conferência de Cannes, Poincaré concordou em voltar a ser presidente do Conselho em janeiro de 1922 , a pedido do Presidente da República, Alexandre Millerand.
A esquerda não gostava de sua atuação. Em janeiro de 1922, em um discurso em Charenton, Paul Vaillant-Couturier o criticou: "Ele é o homem do militarismo e da pequena burguesia." É neste contexto que a revista L'Humanité, utilizando uma fotografia tirada durante uma visita a um cemitério em Verdun, ao lado do embaixador dos Estados Unidos, afirma ver nela um escárnio e o apelida, em junho de 1922, "o homem que ri nos cemitérios."
Quando a Alemanha começou a recusar-se a pagar as reparações de guerra, Raymond Poincaré recorreu à força, levando tropas francesas a ocupar o Ruhr, decisão fortemente criticada por aliados. Mas o que o tornou impopular foi sua política de rigor orçamentário. Em 1924, após a vitória do Cartel da Esquerda, uma coalizão da eleição de 1924, ele teve que renunciar, assim como o presidente Millerand.

#### Presidente do Conselho
Ver Gabinete Poincaré IV e Gabinete Poincaré V

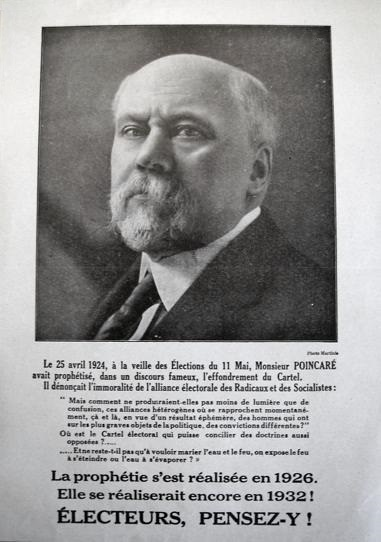
Cartaz para as eleições legislativas de 1932 referindo-se à "profecia" de Raymond Poincaré.

Ele foi chamado de volta para chefiar o governo em 1926, dada a dimensão da crise financeira. Ele, então, formou um gabinete de unidade nacional, mantendo Aristide Briand nas Relações Exteriores e retornando a uma política de austeridade financeira. O franco germinal foi substituído pelo "franco de Poincaré" de valor cinco vezes menor, desvalorização que se limitava a ratificar o câmbio real. No entanto, conseguiu apresentar um orçamento de Estado equilibrado, o que não aconteceria novamente até 1965. Doente e cansado, renunciou em 1929.
Em junho de 1931, foi eleito presidente da Ordem dos Advogados de Paris, mas renunciou em outubro do mesmo ano.

## Morte e funeral
Tendo se tornado senador, e com a saúde frágil, ficou arrasado com a morte de seu amigo Louis Barthou, no atentado de 9 de outubro de 1934. Poincaré faleceu em 15 de outubro de 1934, por volta das 3h30, em sua casa, após uma embolia pulmonar . Devido à situação financeira precária do casal, o Parlamento teve que votar uma pensão para sua viúva.

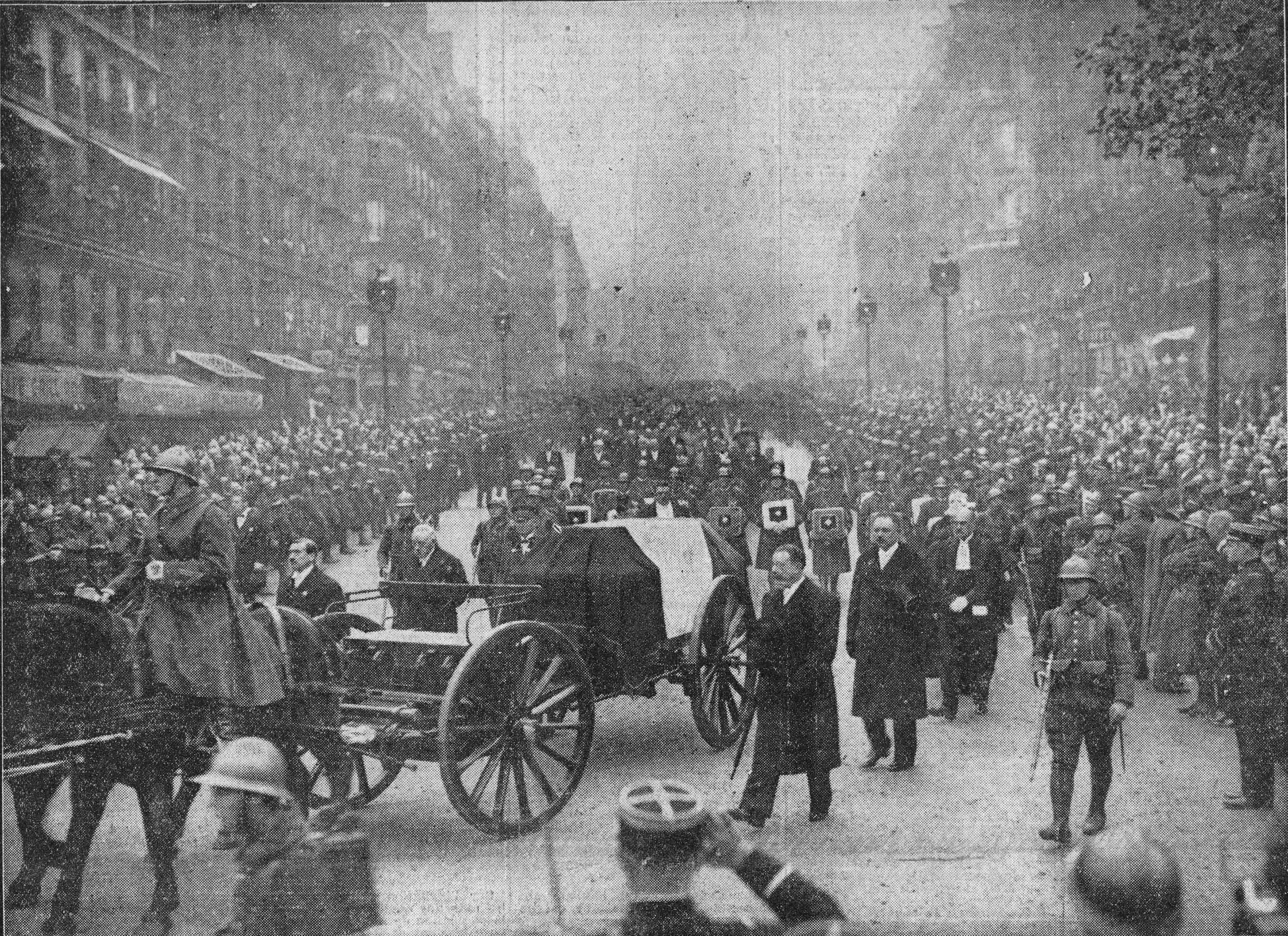
Funeral de Raymond Poincaré.

Seu funeral de Estado ocorreu em Paris, dia 20 de outubro, na presença do presidente Albert Lebrun, Gaston Doumergue, membros do governo e missões estrangeiras, incluindo Nicolas da Romênia.

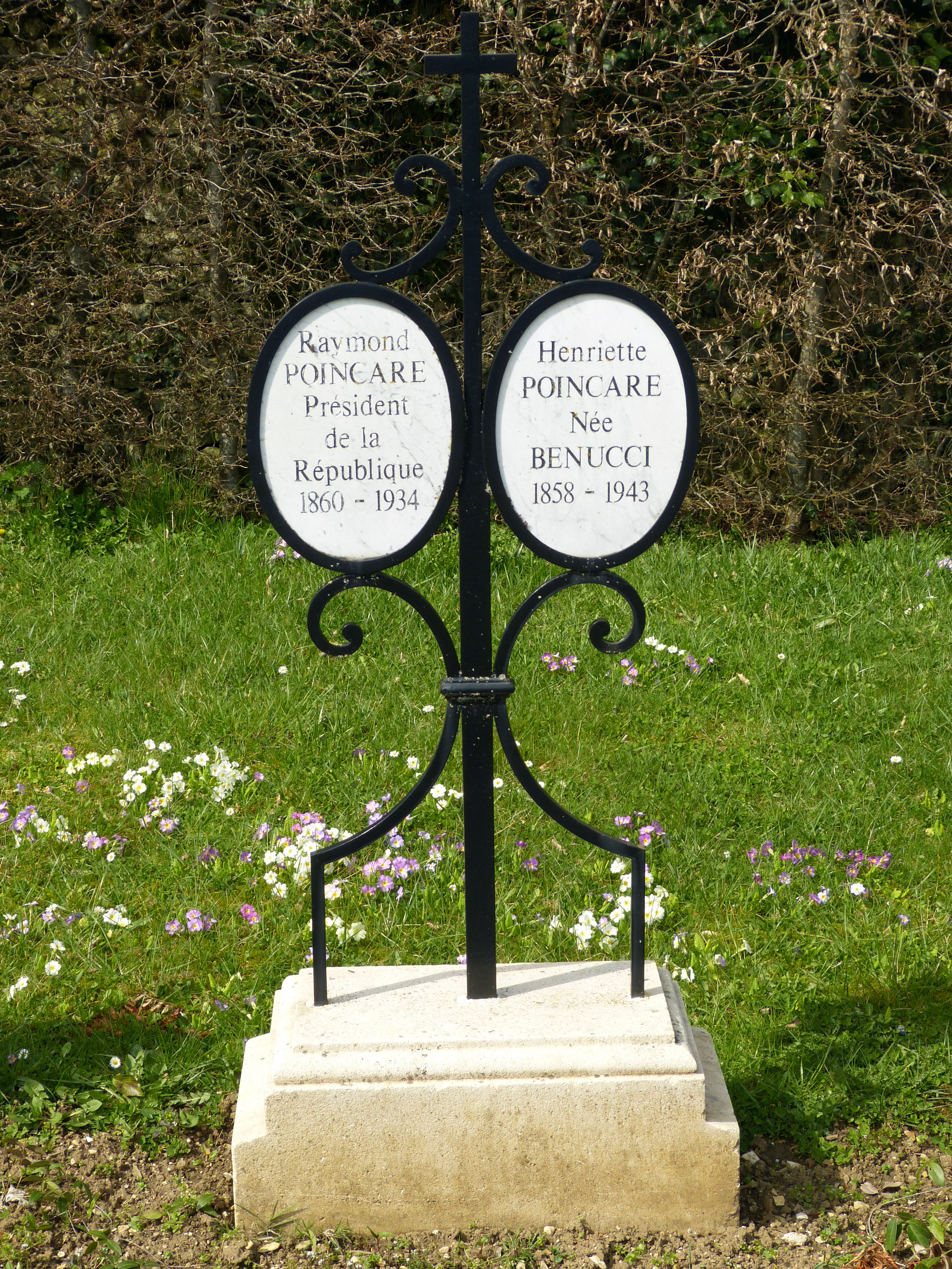
Nubécourt, túmulo de Raymond Poincaré e sua esposa Henriette

Ele foi enterrado na intimidade da família no dia 21 de outubro em Nubécourt, em seu departamento natal de Meuse, após um funeral na igreja de Saint-Martin da vila celebrado por Monsenhor Ginisty, bispo de Verdun. Estavam presentes na igreja o almirante Le Bigot, que representava Albert Lebrun, André Tardieu e Édouard Herriot, os ministros de Estado, Alexandre Millerand, ex-presidente da República, todos recebidos por MM. Catusse, prefeito do departamento, Charlet, prefeito da vila.